# 安土城
安土城（あづちじょう）は、琵琶湖東岸の、近江国蒲生郡安土山（現在の滋賀県近江八幡市安土町下豊浦）にあった日本の城（山城）。城址は国の特別史跡で、琵琶湖国定公園第1種特別地域になっている。

## 概要

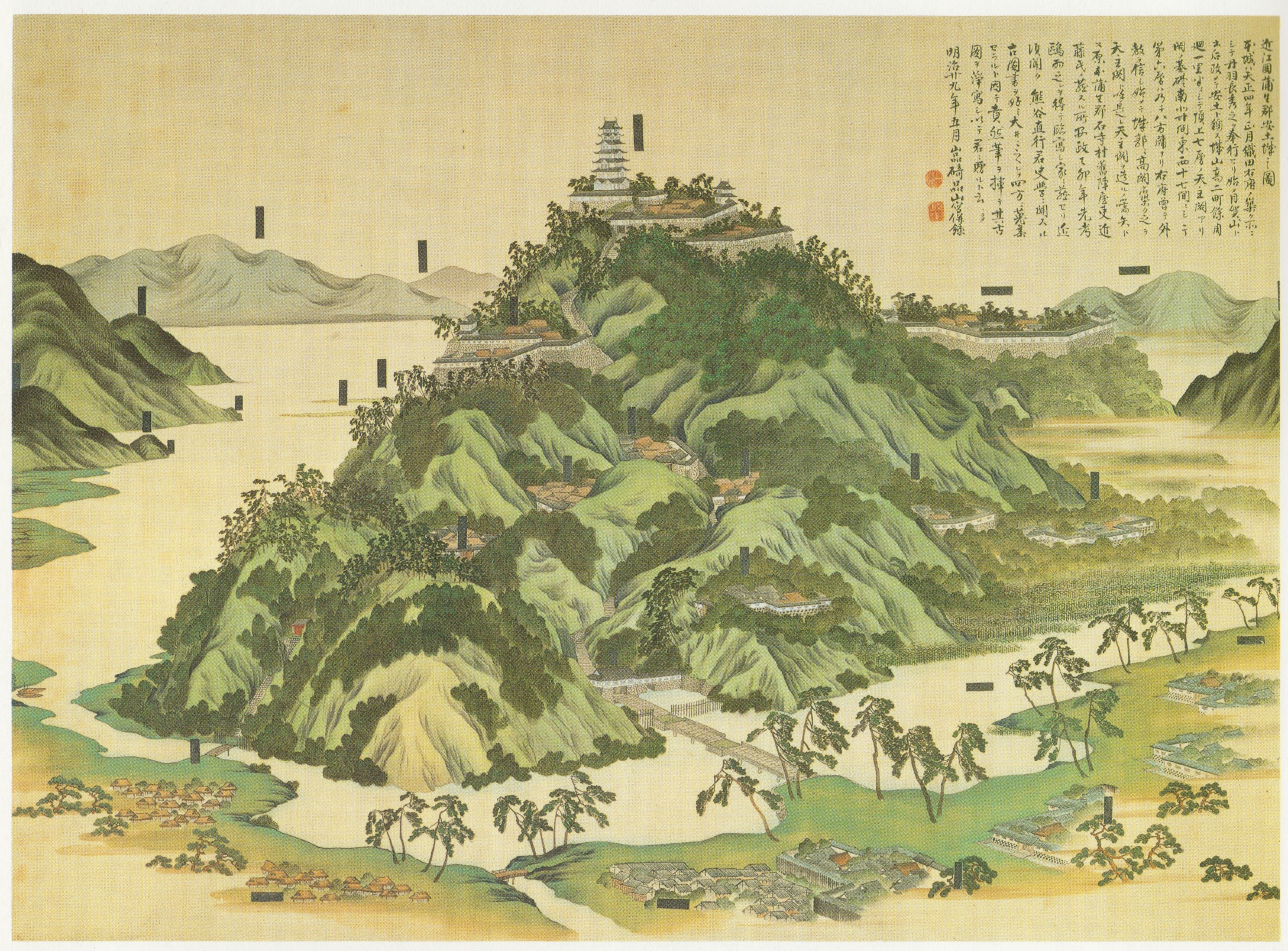
安土城図

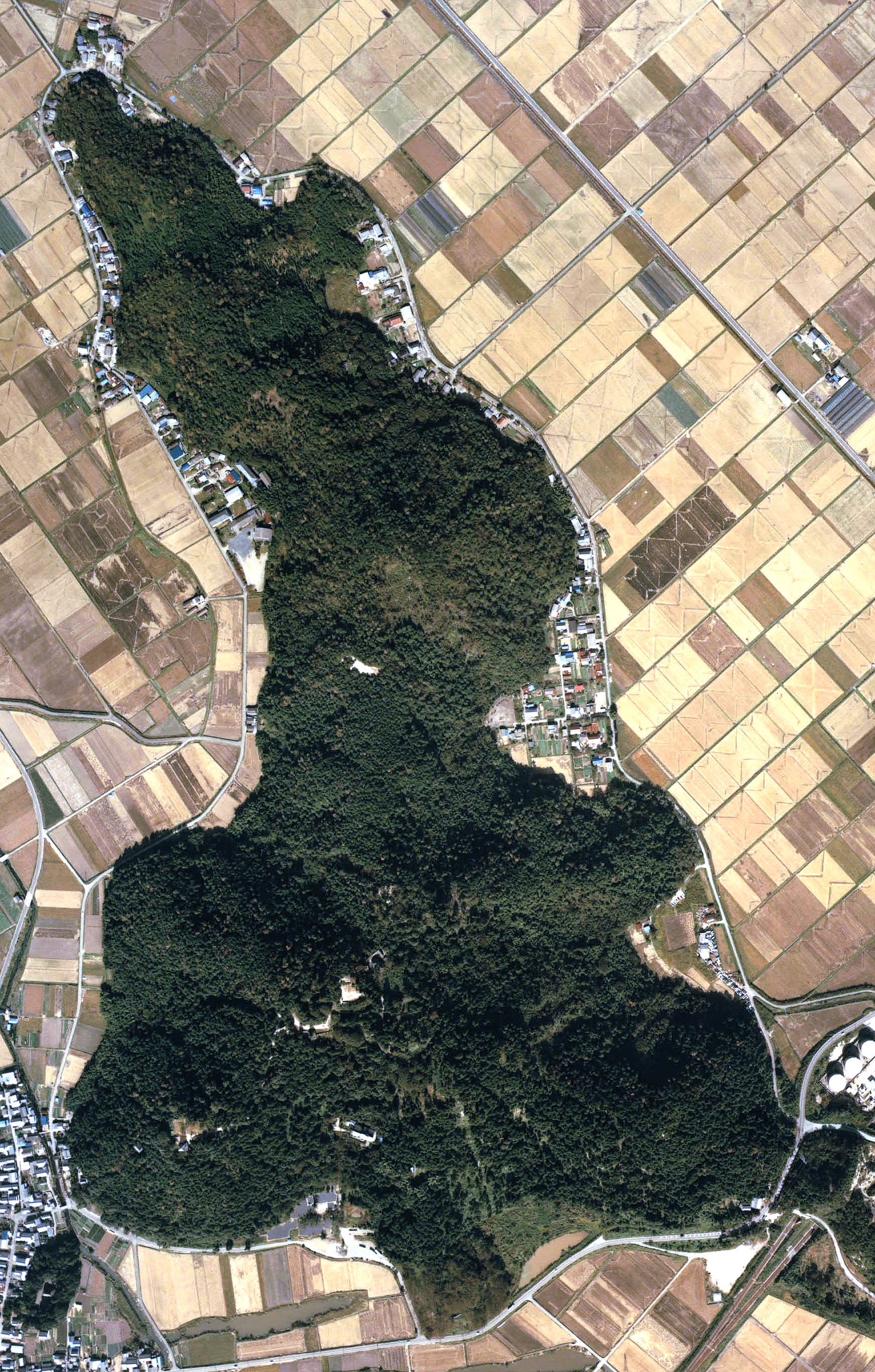
安土城がある安土山の空中写真（1982年）
ステレオ写真はこちら

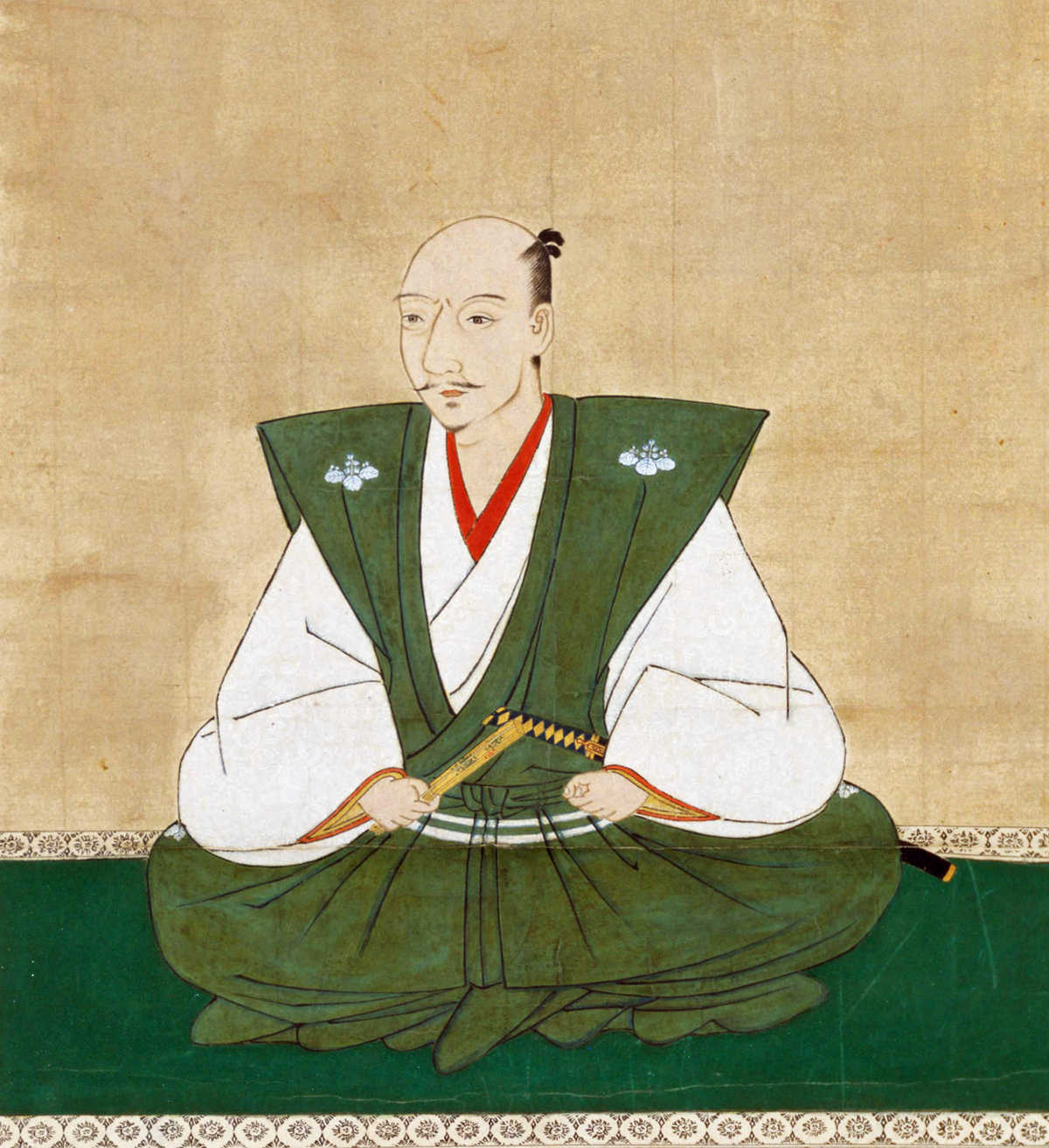
織田信長

六角氏（近江守護）の居城観音寺城の支城を拡張整備した城。安土城は織田信長によって現在の安土山に建造され、大型の天守（現地では「天主」と表記）を初めて持つなど威容を誇った。建造当時は郭が琵琶湖に接していた（大中湖）。地下1階地上6階建てで、天主の高さが約32メートル。それまでの城にはない独創的な意匠で絢爛豪華な城であったと推測されている。総奉行は丹羽長秀、普請奉行に木村高重、大工棟梁には岡部又右衛門、縄張奉行には羽柴秀吉、石奉行には西尾吉次、小沢六郎三郎、吉田平内、大西某、瓦奉行には小川祐忠、堀部佐内、青山助一があたった。
この城を築城した目的は岐阜城よりも当時の日本の中央拠点であった京に近く、琵琶湖の水運も利用できるため利便性があり、加えて北陸街道から京への要衝に位置していたことから、「越前・加賀の一向一揆に備えるため」あるいは「上杉謙信への警戒のため」などと推察されている。城郭の規模、容姿は、太田牛一や宣教師の記述にあるように天下布武（信長の天下統一事業）を象徴し、一目にして人々に知らしめるものであり、山頂の天主に信長が起居、その家族も本丸付近で生活し、家臣は山腹あるいは城下の屋敷に居住していたとされる。
1582年（天正10年）、家臣明智光秀による信長への謀反（本能寺の変）の後まもなくして何らかの原因（後述）によって焼失し、その後廃城となり、現在は石垣などの一部の遺構を残すのみだが、当時実際に城を観覧した宣教師ルイス・フロイスなどが残した記録によって、焼失前の様子をうかがい知ることができる。
日本の城の歴史という観点からは、安土城は六角氏の観音寺城を見本に総石垣で普請された城郭であり初めて石垣に天守の上がる城となった、ここで培われた築城技術が安土桃山時代から江戸時代初期にかけて相次いで日本国中に築城された近世城郭の範となった。そして普請を手がけたとの由緒を持つ石垣職人集団「穴太衆」はその後、全国的に城の石垣普請に携わり、石垣を使った城は全国に広がっていった、という点でも重要である。
城郭遺構は安土山の全体に分布しており、当時の建築物では仁王門と三重塔が、現在 城山の中腹に所在する摠見寺の境内に残っている。また二の丸には信長の霊廟が置かれている。
滋賀県は1989年（平成元年）から20年にわたって安土城の発掘調査を実施した。南山麓から本丸へ続く大手道、通路に接して築造された伝羽柴秀吉邸や伝前田利家邸、天皇行幸を目的に建設したとみられる内裏の清涼殿を模した本丸御殿などの当時の状況が明らかとなり、併せて石段・石垣が修復工事された。調査は当初予定通り2008年（平成20年）度の予算をもって2009年に終了した。20年間で調査が実施されたのは史跡指定面積の約20%（17ヘクタール）にとどまったが滋賀県の財政事情から事業継続には至らず、全域の調査（50年から100年必要とされる）は将来にゆだねられることとなった。
その後、滋賀県は2026年（令和8年）の安土築城450年に向けて、天主の復元も含めた再建案を検討するための復元プロジェクトを立ち上げ、実像を調査するため『令和の大調査』を実施している。初年度の2024年（令和6年）12月17日、天主台の東側にある「本丸取付台」にあった建物の規模（東西約9.5 m、南北約17.5 mと推定）が判明したと発表した。
天守、本丸御殿、櫓、門、土塀の復元計画はない。

## 特徴

### 中央に礎石がない
高層の木造建築を建てる場合、中央に心柱を立てるのが多くの日本建築の特徴だが、安土城天主の礎石は中央部の1つだけが欠けている（他の礎石は全て現存している）。発掘調査では、中央に礎石が抜けた跡はないことが確認され、またそこに空いていた穴からは、焼け落ちた天主の一部と思われる炭とともに、壺のかけらのような破片がいくつも出土した。発掘時の推測では、この穴の上にはかつて仏教の宝塔があり（天守指図からの推測）、穴には舎利容器である壺が入っていたものと推測されている。

### 居住性の充実
通常の天守は日常的な居住空間としては使用されなかったが、概要の通り信長はこの天守で生活していたと推測されており、そのための構造と思われる。

### 城郭中枢部の寺院
天主台南西の百々橋口付近に摠見寺がある。持仏堂や戦死者を弔う小堂などを持った城は各地に見られるが、堂塔伽藍を備えた寺院が建てられているのは、後にも先にも安土城だけである。しかも単に城郭内にあるだけでなく、百々橋口道（南西の入口からの道）から城への通り道が境内になっており、この入口から入った者が城にたどり着くためには、必ず摠見寺の境内の中を通り抜けなければならない。『信長公記』の記述から、この百々橋口道は通常時に城に入ろうとする者が使用するための道だったと推測されている。

### 発見されない蛇石
秀吉は観音寺山と長命寺山の谷から大石を引き出すため人足を集めた。石引きの歌声が天地にこだまする有様は、「昼夜山も谷も動くばかり」（『信長公記』「安土御普請の事」に津田坊が運ぼうとしたと記述）だったという。なかでも「蛇石」という巨石は五間余（約10メートル）、推定三万貫（約112トン）あったが、しかし引き上げる途中で綱が切れ、横滑りした蛇石に150人余が挽き潰された。その後蛇石は安土山頂まで引き上げられたはずだが、現在までに幾度の発掘調査を経ても、未だ発見されていない。

### 強い宗教色
一般的に宗教心が薄いとされる信長であるが、天守内部の宝塔（推定）や絵画、摠見寺の存在など、安土城には宗教的要素が多く見られる。

### 本丸御殿と清涼殿の酷似
安土城の本丸御殿は、天皇を迎えるための施設だったという可能性が指摘されている。主な根拠として、
- 礎石（＝柱）の間隔が非常に長い。通常、武家の建築物の柱の間隔は6尺5寸（約1.97m）だが、この本丸御殿は7尺2寸（約2.2m）もある。公家の建物であれば武家のものより長いが、それでも7尺が標準であり、7尺2寸というのは現在の御所よりも長い。
- 詳細な調査を行って復元図を作成した結果、建物は3つ存在したことが明らかになった。その配置は「コ」の字型という特殊なもので、清涼殿と共通する。
- 1613年に江戸幕府が建てた清涼殿の図面を、東西逆にすると、上の復元図とほぼ重なる。規模や部屋割りもほぼ一緒である。
- 1589～1591年にかけて豊臣秀吉が建てた清涼殿は、この徳川幕府製の清涼殿と基本的に同様の平面構成を持っている。
- 近世（豊臣・徳川時代）の清涼殿は、一部に武家住宅の様式を取り入れているという点で古代～中世の伝統的な清涼殿から大きく様変わりしており[注釈 3]、安土城が建てられたのはこの中世と近世の間、しかも豊臣版の清涼殿が建てられる前である。
- 信長公記に、安土城の屋敷の中で「御幸の間」「皇居の間」を拝見したと書かれている。
- 言継卿記には「来年は内裏さま（＝天皇）が安土へ行幸する予定」という、著者・山科言継の娘の手紙が記録されている。
- 菊の紋章がついた瓦が発掘されている[注釈 4]。

現在の清涼殿は東向きに建てられているが、この本丸御殿は西向きに建てられている（東西を逆にすると徳川版と重なるのはこのため）。

### 防御策の乏しさ
城内の道というものは敵の侵入を阻むためになるべく細く曲がりくねって作られるが、安土城は大手門からの道が幅6mと広く、約180mも直線が続く。また、籠城用の井戸や武者走り・石落としといった設備も著しく少ない。
こうしたことから、安土城は軍事拠点としての機能より、政治的な機能を優先させて作られたものと思われている。

## 歴史・沿革

### 安土桃山時代

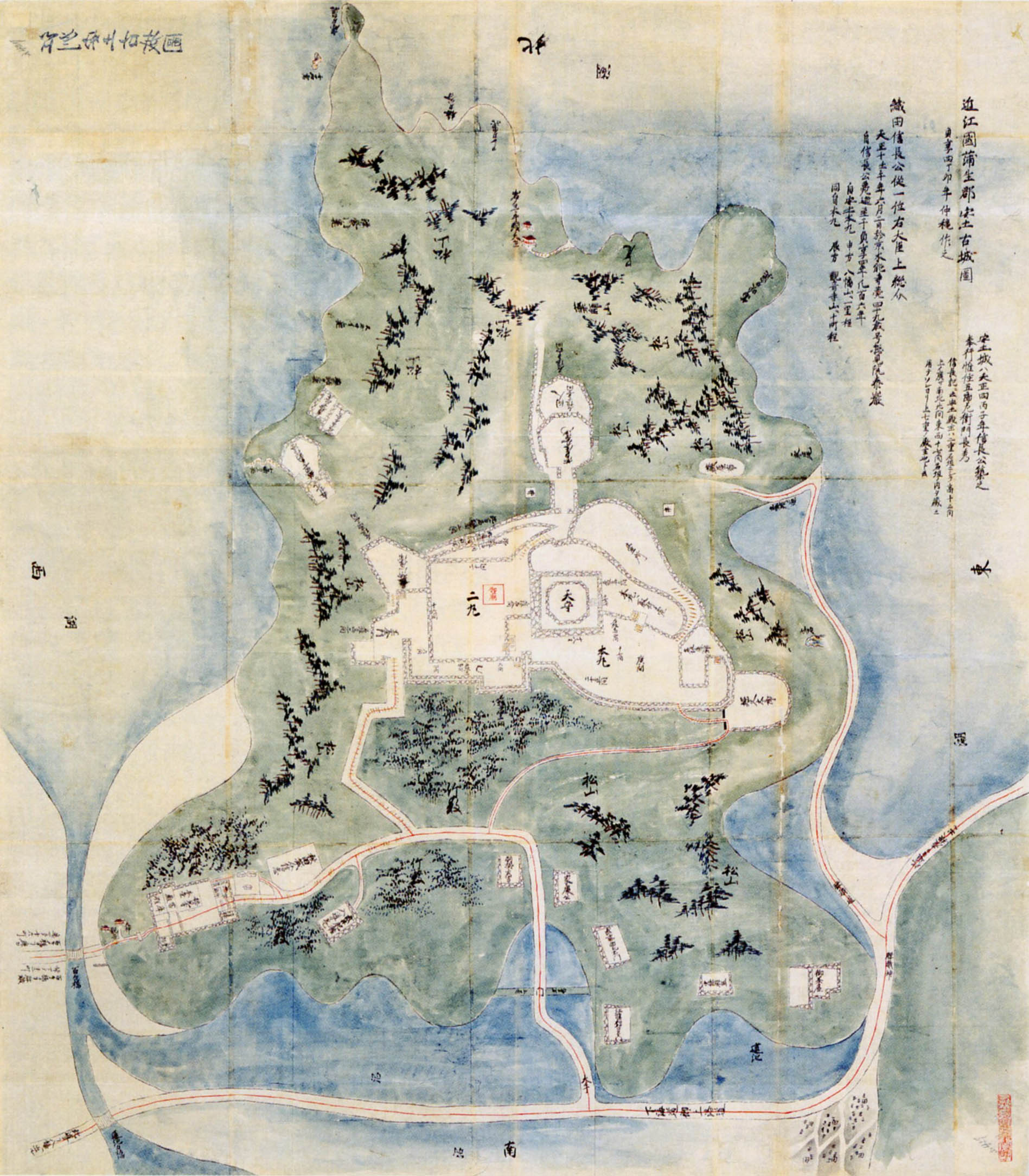
江州安土古城図

- 1576年（天正4年） 1月、織田信長は総普請奉行に丹羽長秀を据え、近江守護六角氏の居城観音寺城の支城のあった安土山に築城を開始。
- 1579年（天正7年）5月、完成した天主に信長が移り住む。同年頃に、落雷により本丸が焼失したと、ルイス・フロイスが著書『日本史』に記している。
- 1582年（天正10年） 5月15日には明智光秀が饗応役となった徳川家康の接待が行われている。同29日の京都本能寺に信長が光秀の謀反により自害した本能寺の変の際は蒲生賢秀が留守居役として在城していたが、信長の自害後に蒲生賢秀・氏郷父子は本拠地日野城に信長の妻子などを安土城から移動させ退去。その後、明智軍が安土城を占拠した。山崎の戦いで光秀が敗れた後、天主とその周辺の建物（主に本丸）が焼失した。焼失の経緯や理由については諸説あるが不明である。

本能寺の変以降もしばらく織田氏の居城として、信長の嫡孫秀信が清洲会議の後入城するなど、主に二の丸を中心に機能していた。しかし、秀吉の養子豊臣秀次の八幡山城築城のため、1585年（天正13年）をもって廃城されたと伝わっている。

### 近代
- 1918年（大正7年） 安土城保存を目指して「安土保勝会」が設立される。
- 1926年（大正15年） 1919年（大正8年）に施行された史蹟名勝天然紀念物保存法により、安土城址が史蹟に指定される。
- 1927年（昭和2年） 内務省（現・総務省）が城跡に「安土城址」の石碑を建てる。
- 1928年（昭和3年） 滋賀県が史蹟安土城址の管理団体に指定される。その後、大手門跡などに標石を建てたり、二の丸跡の復旧、城内石段の改修や天主・本丸跡の発掘調査を行う。

### 現代

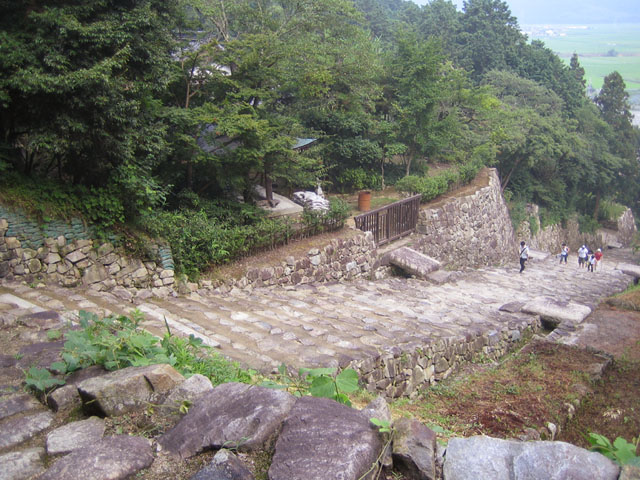
現在の安土城址

- 1950年（昭和25年） 文化財保護法施行に伴い史跡安土城跡となり、2年後の1952年(昭和27年)特別史跡に指定される。
- 1960年（昭和35年） 城跡修理に着手、1975年（昭和50年）まで継続。それを基に1978年（昭和53年）、安土城跡実測図（縮尺千分の一）を作成する。
- 1988年（昭和63年） 「第1回特別史跡安土城跡調査整備委員会」が開催されるに到る。
- 1989年（平成元年）から2009年（平成21年）までの「調査整備20年計画」を開始する。
- 1992年（平成4年） セビリア万国博覧会に、『天主指図』を基に復元された安土城天主の一部（5・6階部分）が出展された。現在、復元天主は安土城天主信長の館に保管、展示されている。
- 1999年（平成11年） 本丸跡から内裏の清涼殿と同じ平面を持つ建物が発見された。これは、当時の信長の思想を推定する上で重要な発見である。
- 2005年（平成17年） 安土町のプロジェクトチームがイタリアのローマに渡り、『安土城之図』と伝わる屏風絵を探したが発見には至らなかった。しかしローマ教皇ベネディクト16世に大野俊明が模写したミニ屏風絵を寄贈し、屏風絵の捜索を依頼した。
- 2006年（平成18年）4月6日、日本100名城（51番）に選定された。
- 2009年（平成21年） 調査整備20年計画が終了。
- 2024年（令和6年）12月21日 「令和の大調査」の結果、天主台の東側にあった本丸取付台の建物の規模が判明したと発表[4]。

## 天主・本丸の焼失
前述したように、安土城天守およびその周辺の本丸等の建造物は、山崎の戦いの後まもなくして焼失している。ただし、焼失したのは天主や本丸などであり、後に織田秀信が二の丸に入城したように、城としては十分に機能していた。
焼失の原因についてはいくつかの説がある。

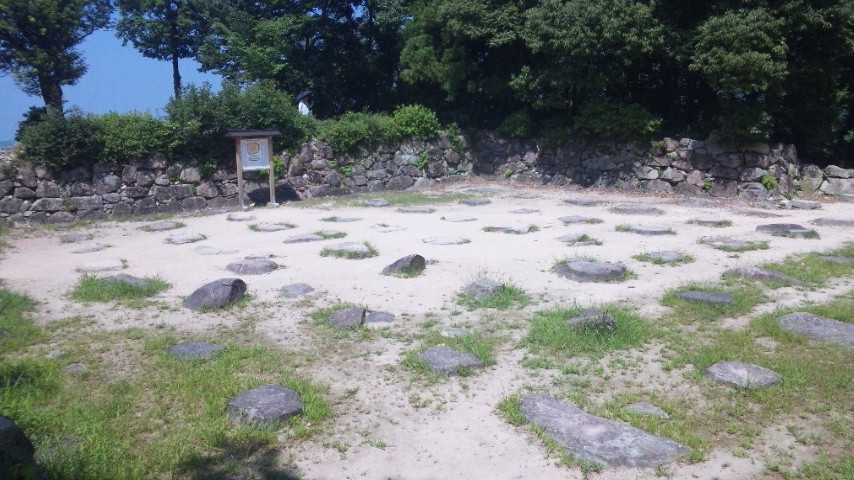
安土城天主台

1. 明智光秀軍が敗走の際に放火したとの説（『秀吉事記』『太閤記』）。しかし、安土で出火があったとされるのは6月15日（『兼見卿記』）で、その日、秀満は坂本城で堀秀政の軍に包囲されていたこと[6]、また、安土城守備の明智秀満は坂本城での自刃の際、光秀収集の名刀や茶器、書画を秀吉配下の堀直政に引き渡してから坂本城に火を放っていることから濡れ衣と考えられる[7]。
2. 光秀のあと伊勢国から入った織田信雄軍が城と邸に放火し、市にも放火したという説[6]。これは、ルイス・フロイスの報告（イエズス会日本年報追加）によるもので、その記述には「信雄が暗愚だったので何の理由も無く放火した」とある。しかし、焼失しているのは天主、本丸付近だけなので正確なものではない[6]。また、織田信雄軍の放火は明智勢の残党狩りのためのものでその火が燃え広がったとする説もある[8]。
3. 蒲生父子が信長の家族を連れて安土城を退避した際に城下町に放った火が類焼したとする説[9]。
4. 略奪目的で乱入した野盗や土民が放火したとする説。
5. 落雷によって焼失したとする説。

林屋辰三郎は4の説を挙げており、熱田公も「山崎の戦後の混乱の中で略奪に入った野盗の類が放火した、とみるのが自然であろうか」としている。高柳光寿は2の信雄下手人説を採用しており、『秀吉事記』の記事は信雄がまだ大勢力を有していた時期に成立したものであることから、秀吉と信雄との関係を顧慮して秀満のせいに仕立てられたのではないかと考証している。3は盛本昌弘によって近年唱えられた説であるが、この説を論評した谷徹也は盛本が戦国期の慣習に基づいて組み立てた説であると評価する一方で、城下からの類焼であれば城内の他の場所からも見つかるはずの被熱痕が主郭部からしか見つからないのは不自然であるとして否定的な見解を示している。
なお、加越能文庫の『松雲公採集遺編類纂』中の文書に、天正6年5月に一度天主が倒壊したとの記述があるが、他の資料にはその記録がなく、真偽は不明である。

## 復元

### 発掘調査・整備
調査整備20年計画が1989年から2009年まで行われた。
- 1989年（平成元年） 伝羽柴秀吉邸跡で五棟の建物跡を検出する。
- 1990年（平成2年） 環境整備の基本構想を策定する。伝羽柴邸跡で櫓門跡を検出する。136メートルにわたり大手道の当初ルートを確認する。
- 1991年（平成3年） 伝前田利家邸跡で建物四棟と木樋暗渠を検出する。黒金門に至る大手道の全ルートを解明する。
- 1992年（平成4年） 環境整備工事に着手する。
- 1993年（平成5年） 大手門とその東西に続く石塁跡を発見する。東家文書を調査し旧安土城下の絵図を多数発見する。
- 1994年（平成6年） 旧摠見寺境内地を調査し当初の伽羅配置を明らかにする。摠見寺の高石垣を解体し当初の大手道を検出する。
- 1995年（平成7年） 百々橋口道及び主郭部周辺をめぐる周回路を調査する。
- 1996年（平成8年） 搦手道の調査に着手する。米蔵付近より金箔貼りの鯱瓦を発見する。
- 1997年（平成9年） 搦手道の全ルートを解明する。台所跡から流し・釜戸ともに飾り金具を発見する。
- 1998年（平成10年） 天主台下から焼失建物とともに多数の遺物を発見する。一建築金物、十能・鍬、花器、金箔瓦、壁土等や搦手口の湖辺で木簡、完形に近い金箔瓦等を発見する。大手道の整備工事が完成する。
- 1999年（平成11年） 本丸跡から清涼殿と同じ平面を持つ建物跡を発見する。

### 天主

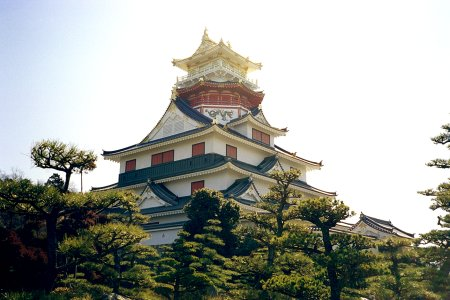
安土城天主（宮上茂隆復元案）を模した伊勢安土桃山城下街にある天守風建物

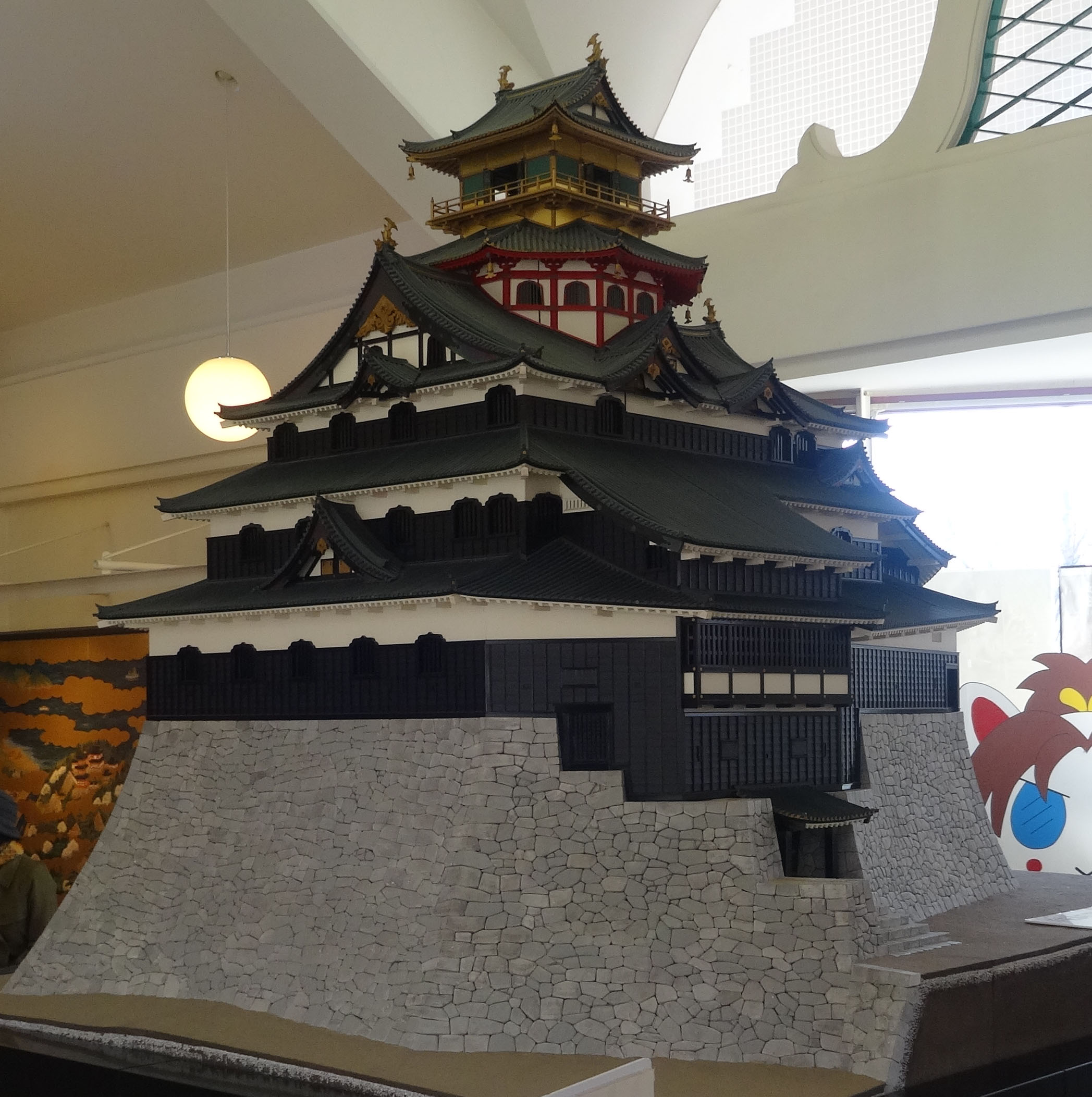
安土城天主復元模型1/20スケール（内藤昌監修／安土城郭資料館）

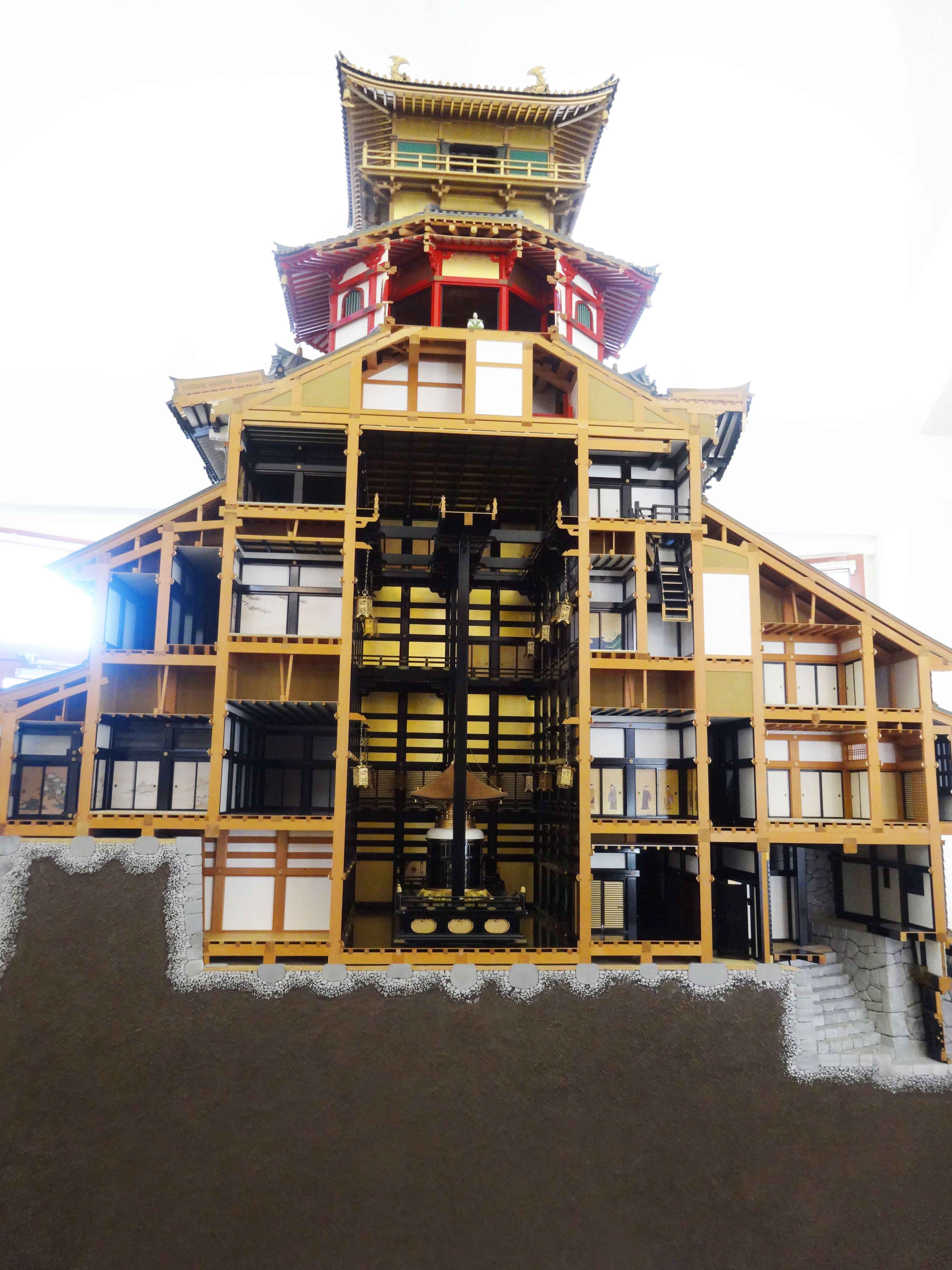
安土城天主断面（内藤昌監修／安土城郭資料館）
四層吹抜け内部に宝塔が設置されている。

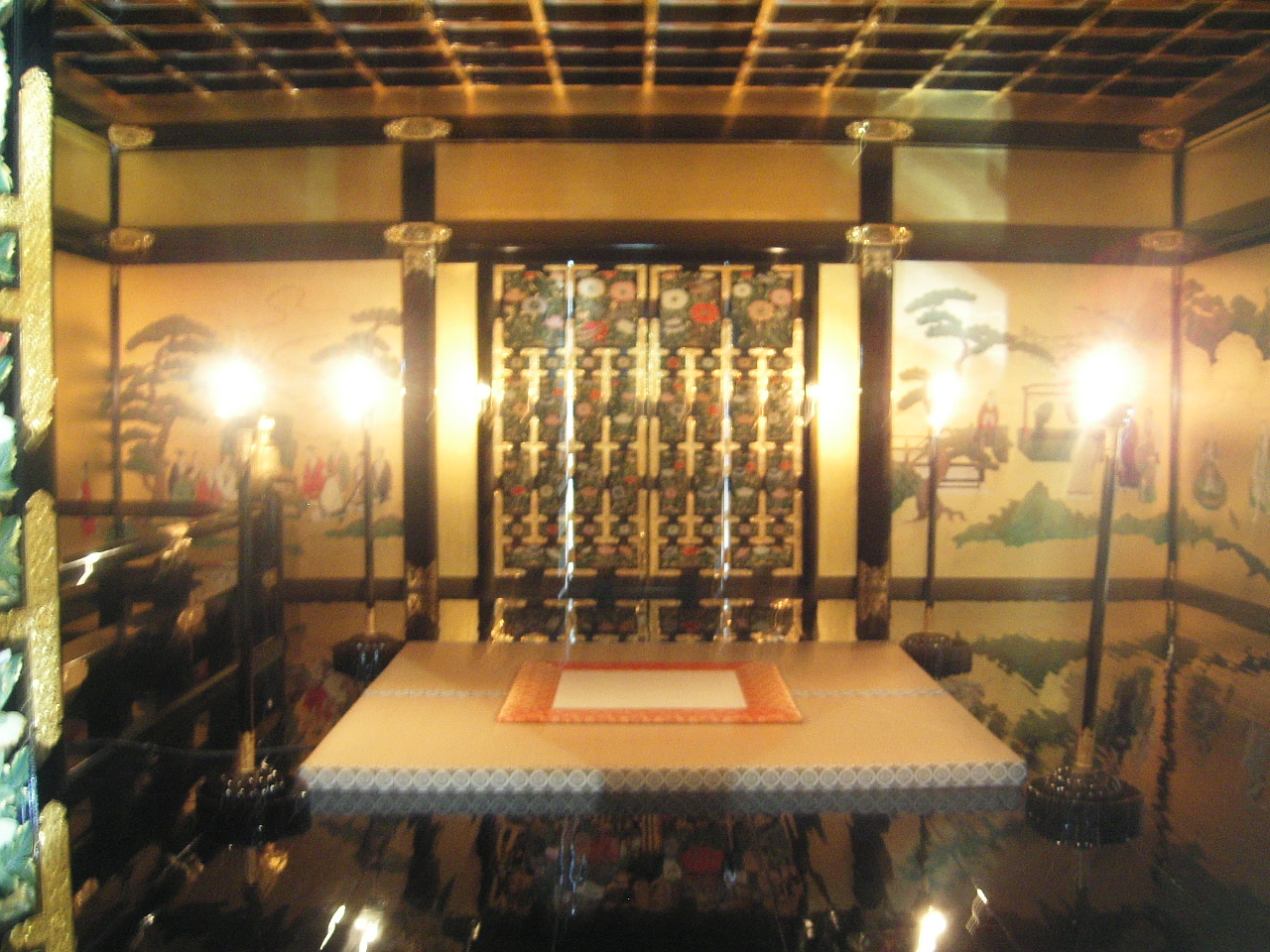
復元された天主の内部（信長の館）

天主のその具体的な姿については長年研究が続けられており、多数の研究者から復元案の発表が相次いでいる。基本的には同時代人の記述にかかる『信長公記』や『安土日記』に基づき、イエズス会宣教師の記述を加味するところまでは一致しているが、解釈をめぐっては意見が分かれており未だ決着を見ない。その姿は5重6階地下1階で最上階は金色、下階は朱色の八角堂となっており、内部は黒漆塗り、そして華麗な障壁画で飾られていたとされる。
信長が権力を誇示するために狩野永徳に安土城を描かせた金箔の屏風がアレッサンドロ・ヴァリニャーノに贈られ、彼の離日に同行した天正遣欧使節によりヨーロッパに送られて教皇庁に保管されているとの記録がある。それは安土城の姿を知る決め手の一つと考えられ、現在に至るまで捜索が行われているが、未だに発見されていない。

#### 天主復元のために参考にされる史料

##### ルイス・フロイス『日本史』
ポルトガル人イエズス会宣教師であるルイス・フロイスは著書『日本史』に、天主に関して次のように記している。

##### 太田牛一『安土日記』
信長の家臣であった太田牛一は、天正7年1月『安土日記』に村井貞勝による天主に関しての記述を次のように引用して記している。
ほかに、バチカンへ送られた屏風に描かれたとする安土城天主の一部と見られている建物をフィリップス・バン・ウインゲがスケッチしたものが残っている。また、加賀藩大工に伝わる「天守指図」等があり、それを安土城天主の平面設計図であるとし、内部には階層を貫く吹き抜けが造られ、地階に仏塔があったなどとする復元案（内藤昌案など）もある。

#### 天主復元案
以下は、様々な証拠や証言、文書の記述などを参考に各学者・研究者などより出されている復元案の一部または想像図の概要である。
奥村徳義案-1858年（安政5年）
層塔式7重8階又は7階で初重平面は長方形である。壁は真壁で色彩は分からないが破風も千鳥破風と唐破風のみというシンプルな外観である。6・7重は八角堂に四方の望楼という姿である。
土屋純一案-1930年（昭和5年）
望楼式6重7階で初重平面は長方形である。壁は下見板張りで、3重目に吹き降ろした屋根に付属するように小柄の入母屋が付く。破風の位置は名古屋城天守や福山城天守に類似する。5・6重は八角堂に熊本城天守のような内高欄廻縁の四方の望楼が乗るような姿である。
桜井成広案-1959年（昭和34年）
望楼式6重7階で、初重平面は不整形な六角形である。外観は下見板張りで、3重に向唐破風の出窓4重目に大入母屋がある。5・6重は八角堂に宝形屋根の四方の望楼が乗った姿である。
内藤昌案-1976年（昭和51年）
望楼式5重7階地下1階で、初重平面は不整形な六角形である。外観は下見板張りで、複雑に入り組んだ屋根が特徴的。4・5重は赤瓦の入母屋を被った四方の望楼が乗る姿である。内部構造は「天守指図」に準拠した、四層吹抜けにしている。
西ヶ谷恭弘案-1993年（平成5年）
望楼式6重7階地下1階で、初重平面は長方形。天守台いっぱいには造られず、天守曲輪が形成されている。外観は下見板張り、大入母屋を交互に重ねた形。5・6重は夢殿を模した八角堂に金閣を模した杮葺の切妻を載せたような入母屋屋根（しころ屋根）で全面金箔貼の四方平面の望楼が乗る姿である。
宮上茂隆案-1994年（平成6年）
望楼式5重6階地下1階で、初重平面は長方形。天守台いっぱいには造られず、天守曲輪が形成されている。外観は下見板張り、3重目に大入母屋がある。4・5重は八角堂に赤瓦の入母屋を被った四方の望楼が乗る姿である。豊臣大坂城天守との連続性を意識しており、基本的には同じ構造としている。
佐藤大規案-2005年（平成17年）
望楼式5重6階地下一階で、初重平面は不整形な六角形である。外観は下見板張りで2重目・3重目を交互に大入母屋が乗る。4・5重は八角堂に赤瓦の入母屋を被った四方の望楼が乗る姿である。

## 支城
安土城を守備するかのように琵琶湖周辺には重臣の居城が配置されている。また子や兄弟・甥、方面軍の大将格となる武将を分国に入れて（ただし、柴田勝家などには独断せず、信長の指示を仰ぐように命じている）支城を任せている。かつての拠点だった那古野城や小牧山城 は廃城にした。 
- 坂本城 - 明智光秀の居城。近畿・山陰方面軍（対本願寺など）としてほかに亀山城 。
- 長浜城 - 羽柴秀吉の居城。中国方面軍（対毛利）としてほかに姫路城 。
- 大溝城 - 安土城と上記二城で琵琶湖を跨ぎ四角形を形成する。城将は津田信澄。大坂の代官も兼ね、遊軍として各地に転戦。
- 佐和山城 - 丹羽長秀の居城。中山道の抑えであり、各方面軍の後方処理及び、北近江、若狭支配の拠点。
- 岐阜城 - 後継者とされる織田信忠の居城。甲信方面軍（対武田）として河尻秀隆が信忠を補佐。分国である尾張の清洲城には番将を置く。
- 北ノ庄城 - 北陸方面軍（対上杉）で家臣筆頭格の柴田勝家の居城。「手取川の戦い」では北ノ庄まで後退した織田軍の最前線として防備。
- 神戸城 -  織田信孝（神戸信孝）の居城。南海方面軍（対高野山および長曾我部）として丹羽長秀が信孝を補佐。
- 松ヶ島城 -  織田信雄（北畠信意）の居城。東海方面軍（対今川および一向一揆）の役割を担う織田家の同盟者・家康とは別動軍として、一向宗徒[注釈 5]・伊賀・志摩などの鎮圧を担当。
- 安濃津城 - 織田信包の居城。縄張りは関東方面軍（対北条）の滝川一益[15]。

## 作品
- 山本兼一『火天の城』（文春文庫、 2004年）2009年に映画化
- 佐々木譲『天下城』（ 新潮社、2004年）
- 劇場版 タイムスクープハンター（GAGA、 2013年）
- バーチャルリアリティー安土城プロジェクト（近江八幡市 2010年～）
  - 近江八幡市VR安土城高精度型システムのご利用について（2019年6月5日）

## 現地情報
交通アクセス
- 西日本旅客鉄道（JR西日本）琵琶湖線（東海道本線）安土駅下車 徒歩20分

利用情報
- 入山料（2006年（平成18年）9月1日より摠見寺が徴収）
  - 大人700円
  - 小人200円（幼児は無料）
- 摠見寺本堂特別拝観1000円（2009年（平成21年）4月より日曜祝日のみ開堂：雨天時閉堂）
- 日本100名城スタンプラリー スタンプ設置場所
  - 滋賀県立安土城考古博物館
    - 開館時間 9:00～17:00（入館は16:30まで）
    - 休館日 月曜（休日の場合は除く）、休日の翌日（土曜日・日曜日の場合を除く）、12月28日～1月4日まで

  - 安土城天主 信長の館(文芸の郷)
    - 開館時間 9:00～17:00（入館は16:30まで）
    - 休館日 月曜（休日の場合は除く）、休日の翌日（土曜日・日曜日の場合を除く）、12月28日～1月4日まで

  - 安土城郭資料館
    - 開館時間 9:00～17:00（入館は16:30まで）
    - 休館日 月曜、年末年始

## ギャラリー

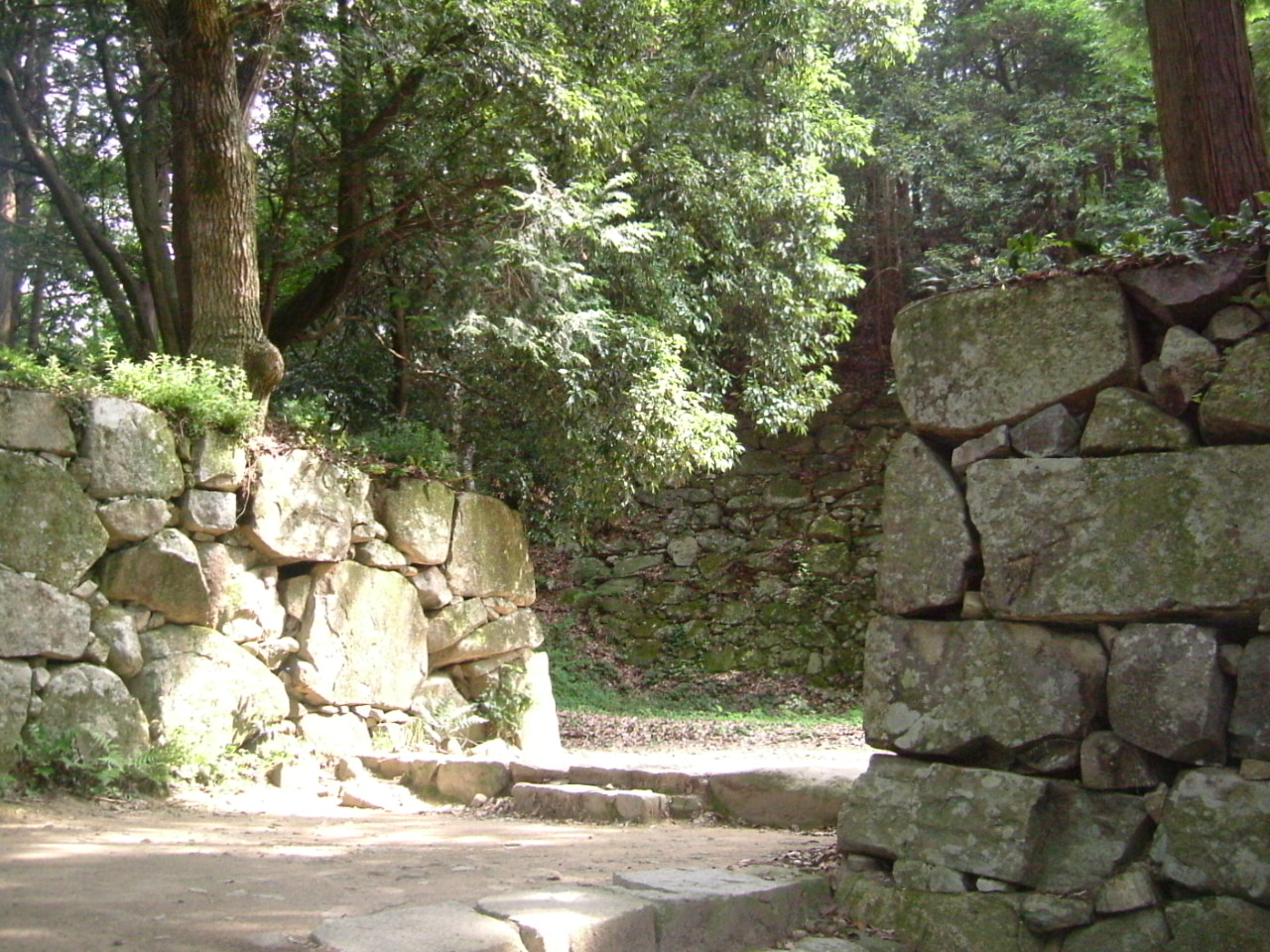
黒金門跡
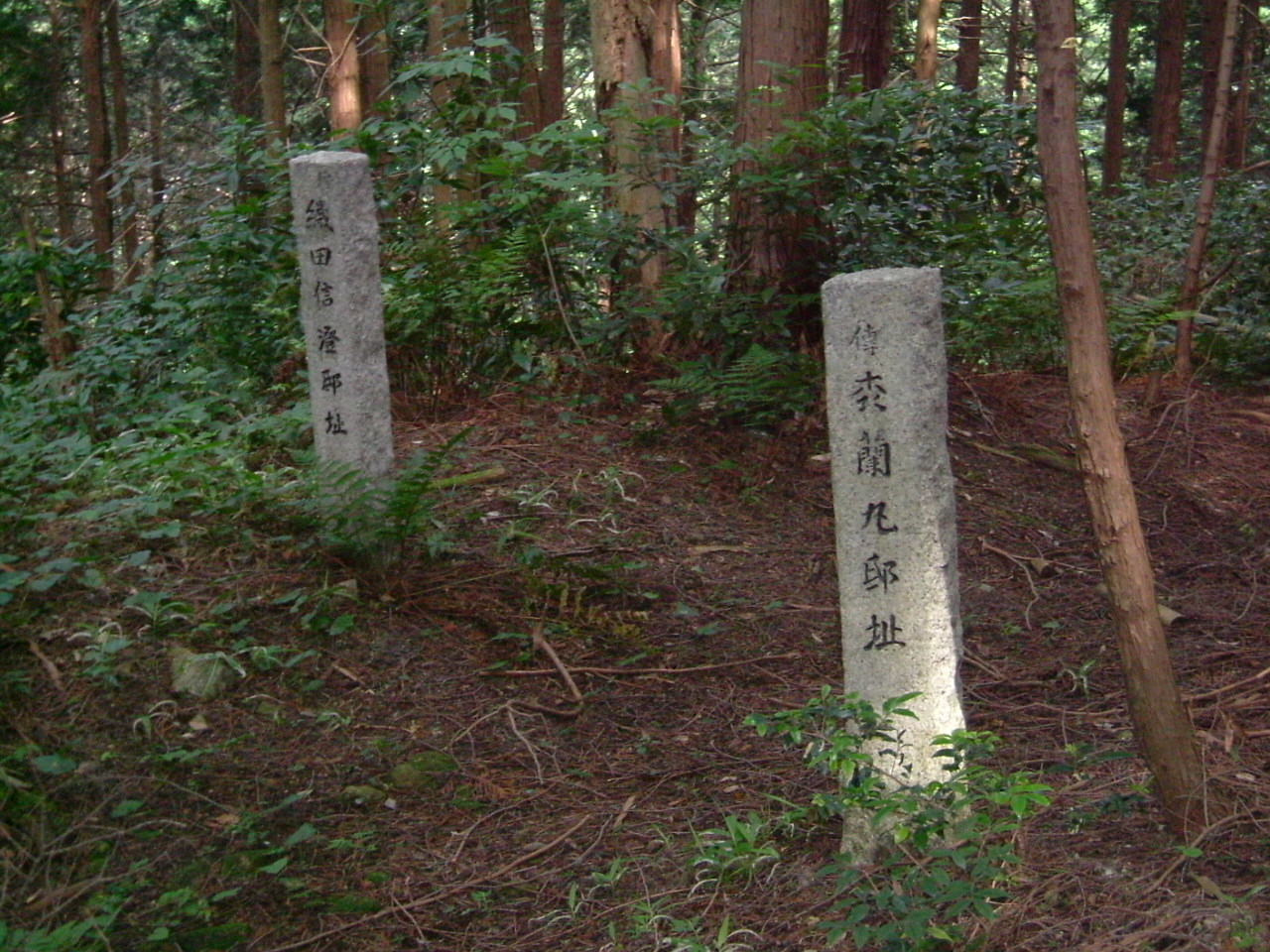
森成利邸跡 織田信澄邸跡
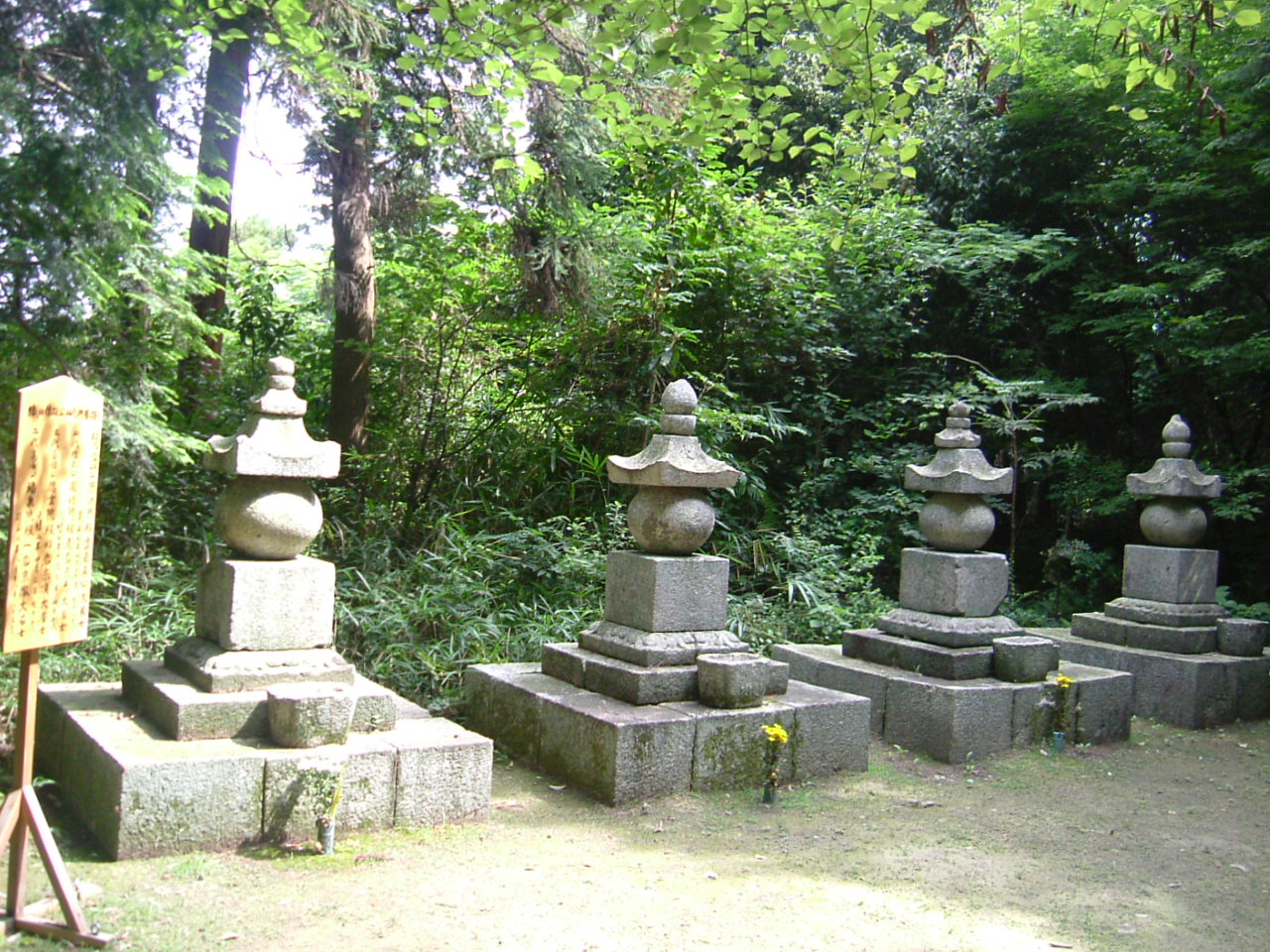
織田信雄家墓塔 （長谷川秀一邸跡）
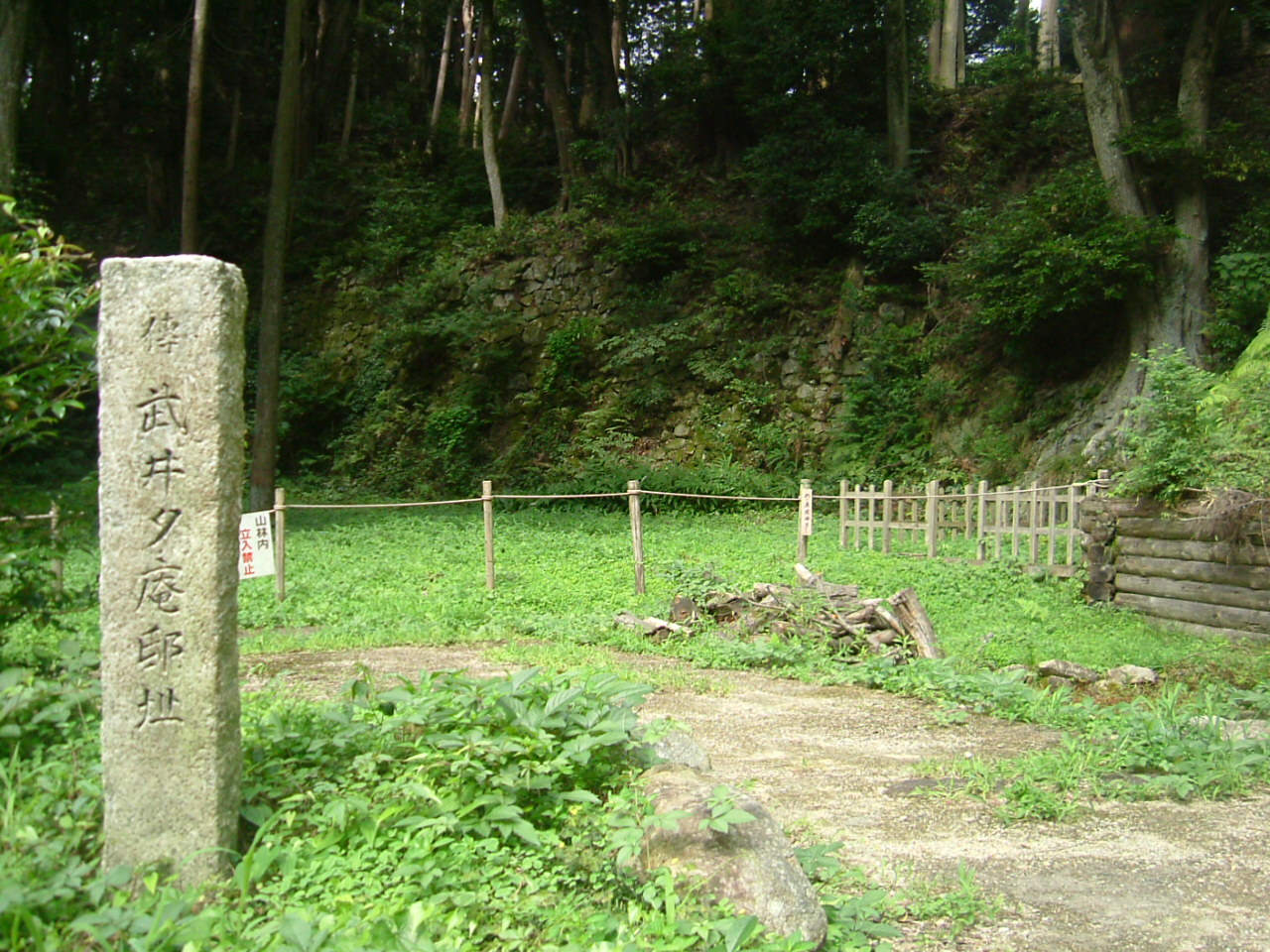
武井夕庵邸跡
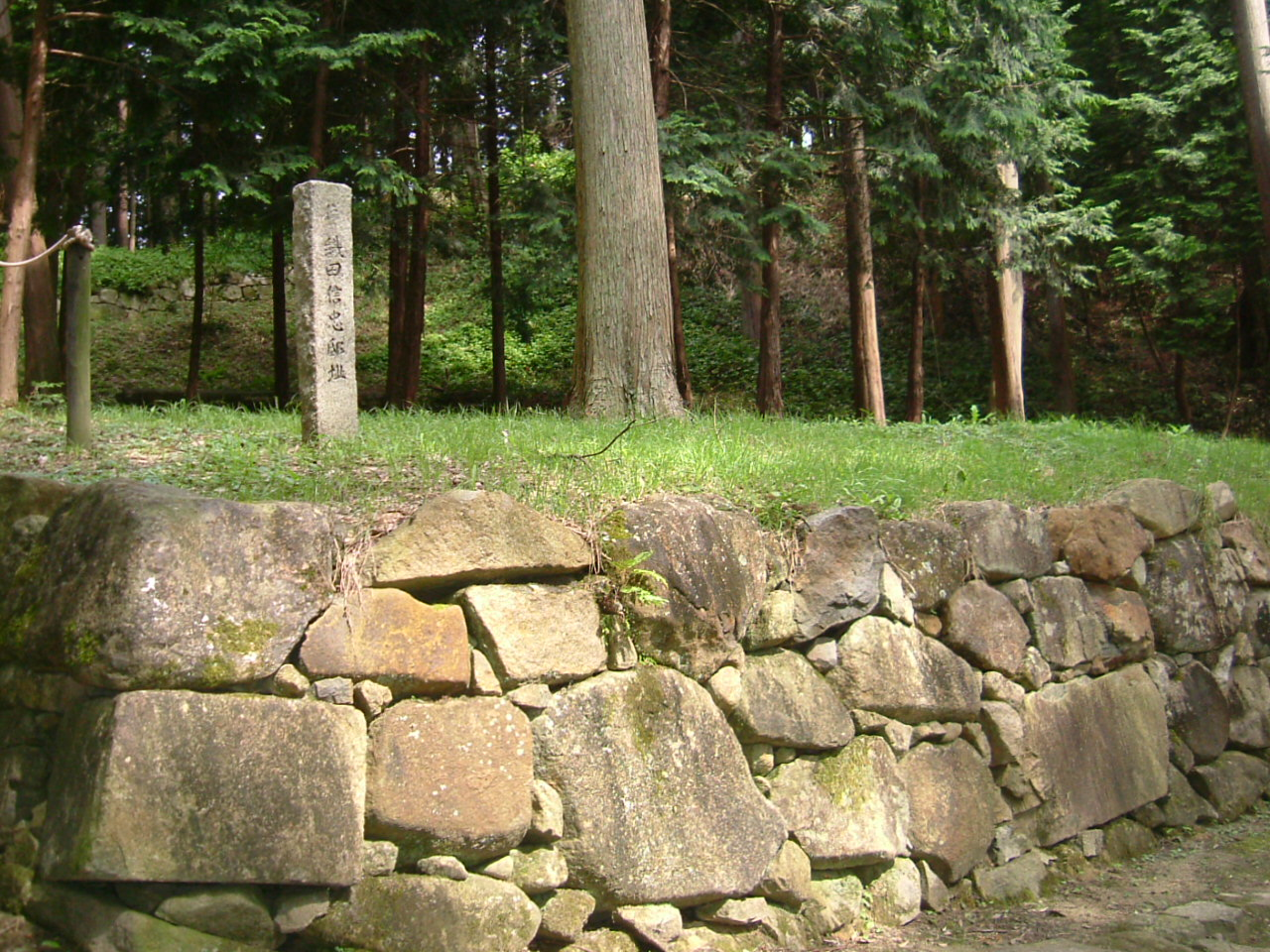
織田信忠邸跡
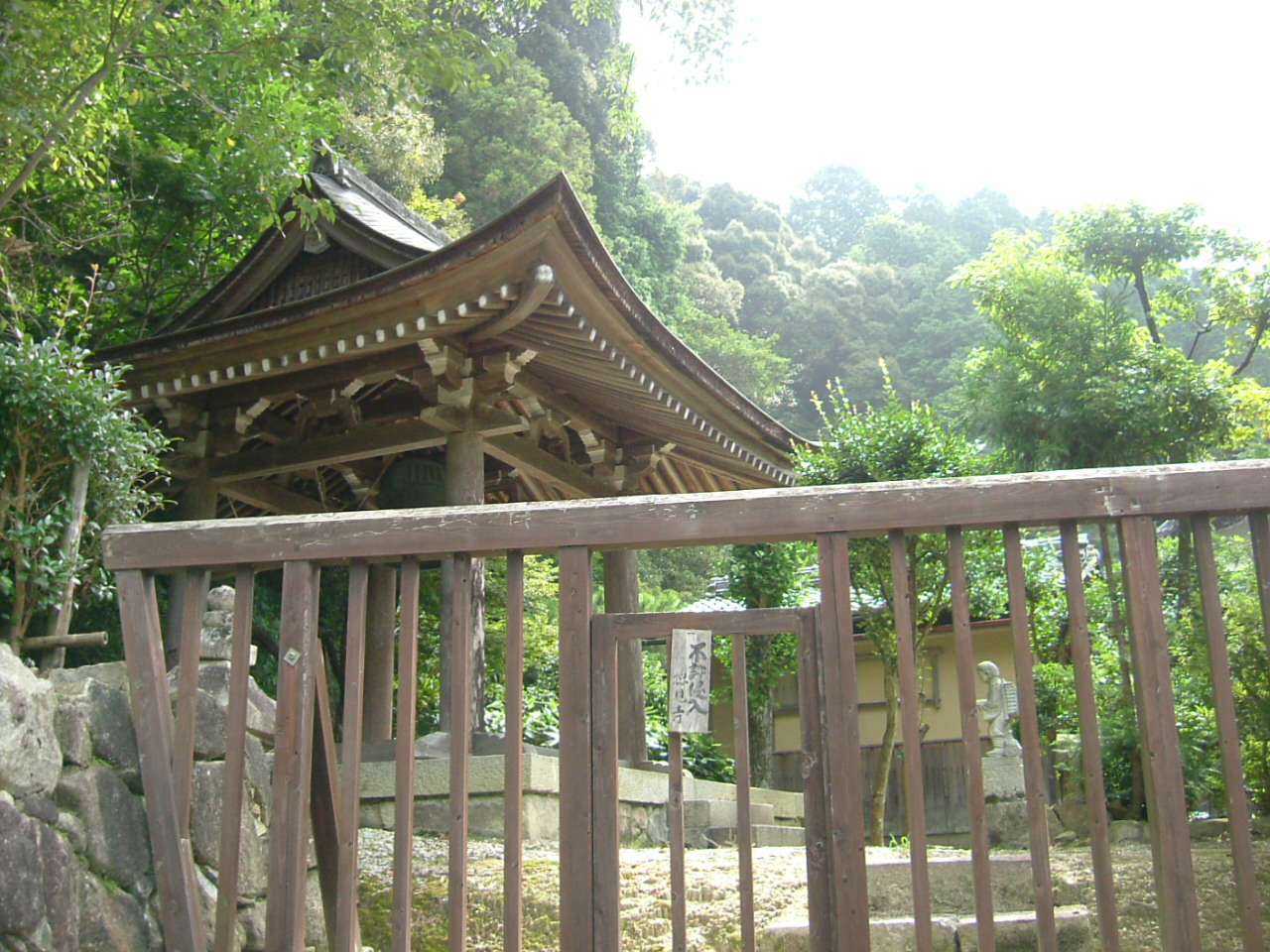
摠見寺仮本堂 （徳川家康邸跡）
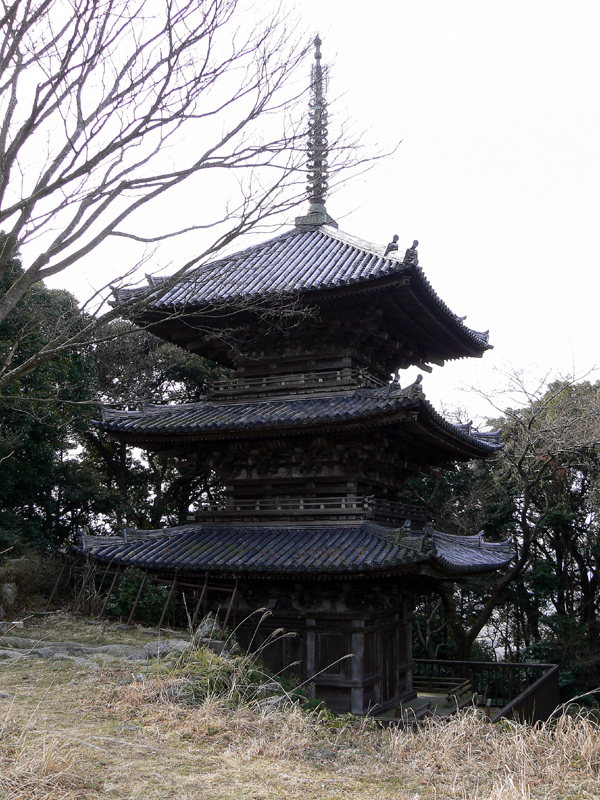
摠見寺三重塔
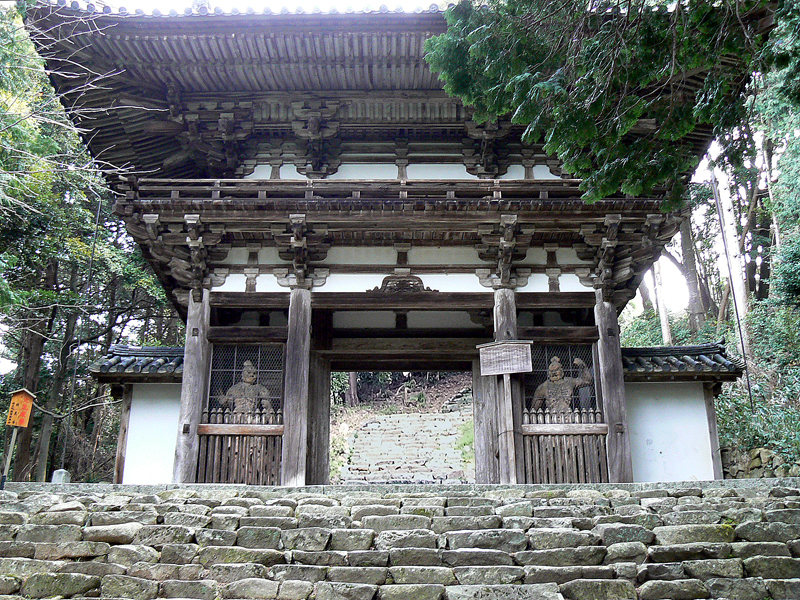
摠見寺仁王門
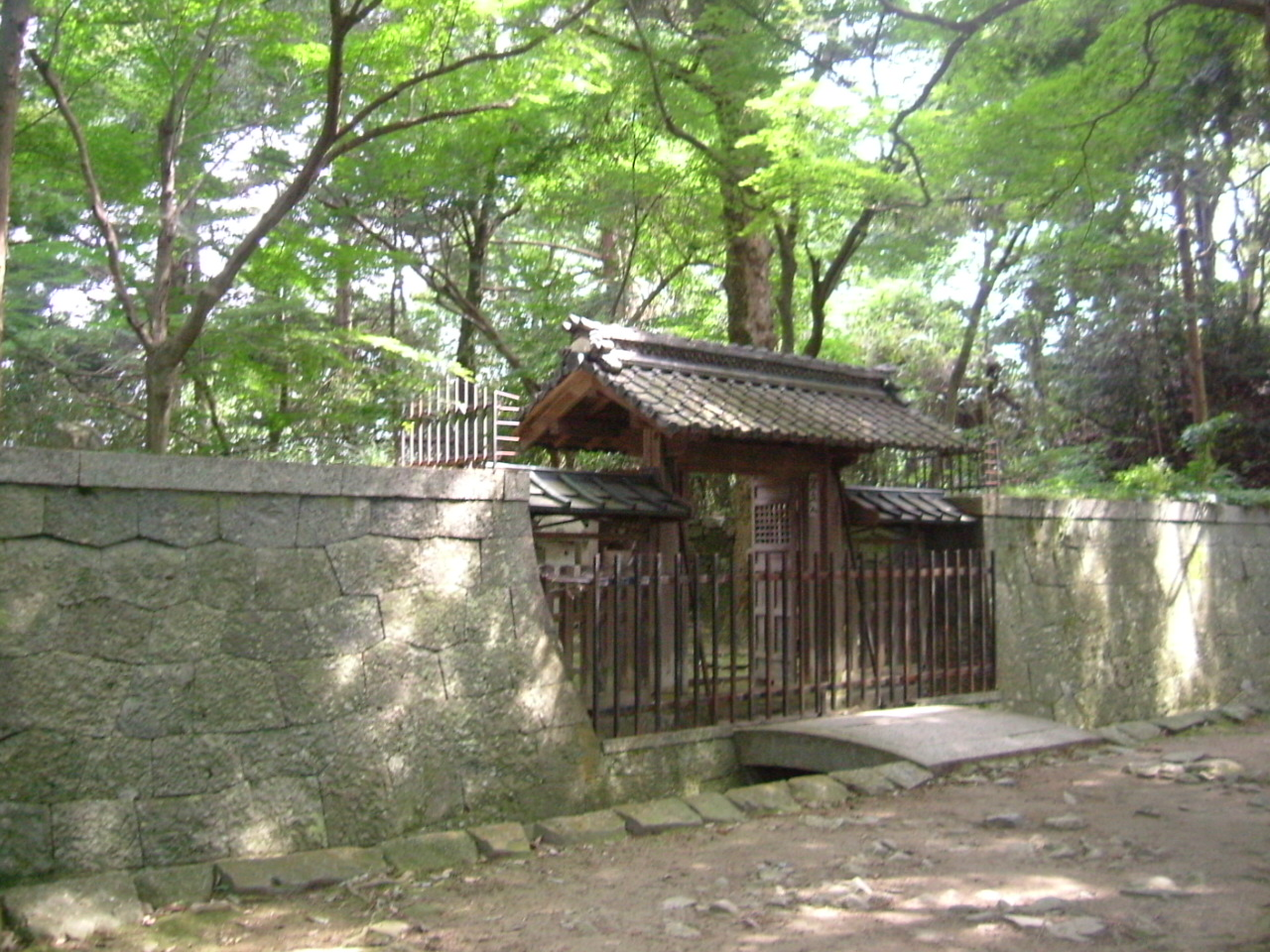
織田信長公本廟
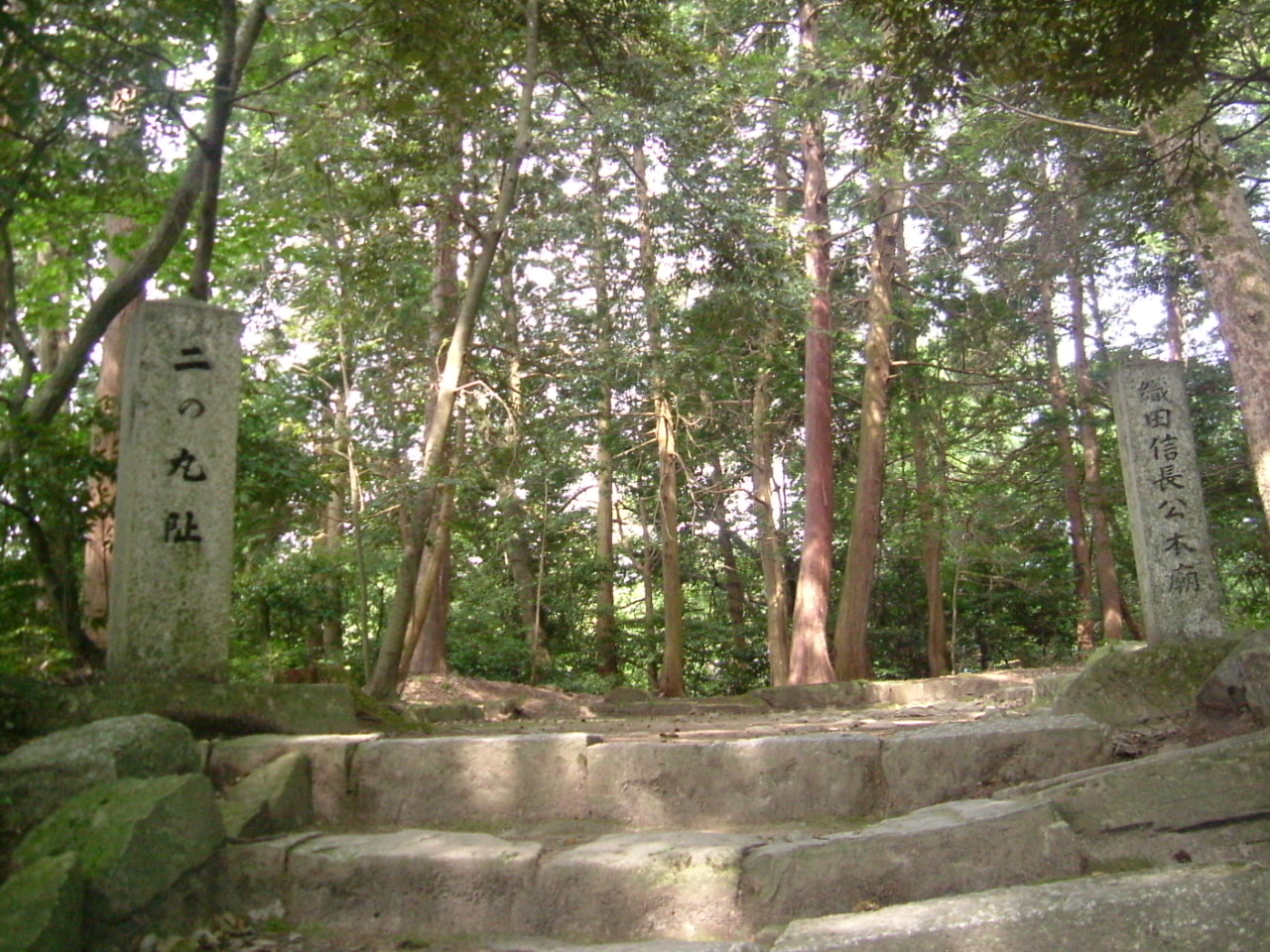
二の丸跡
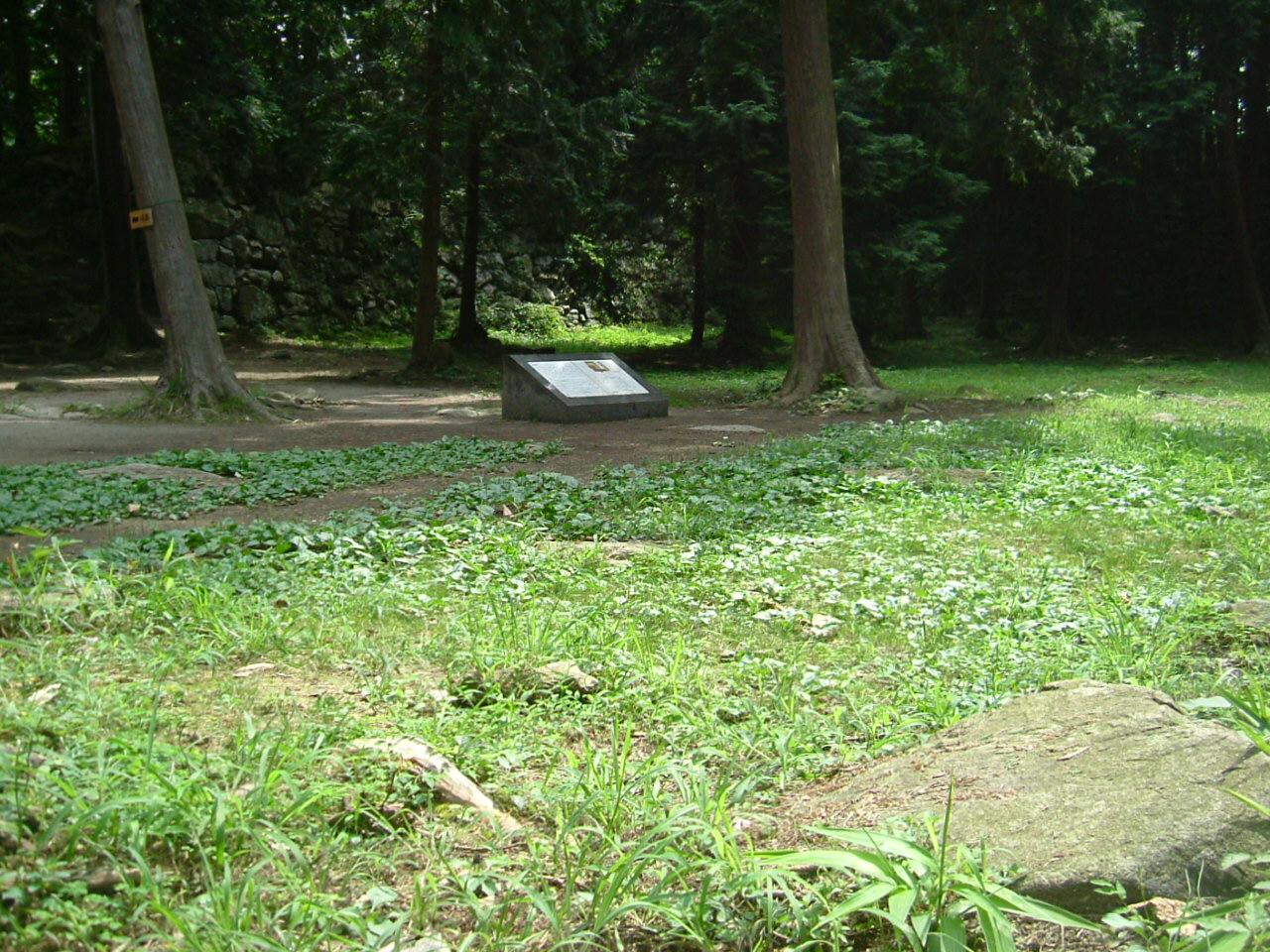
本丸跡
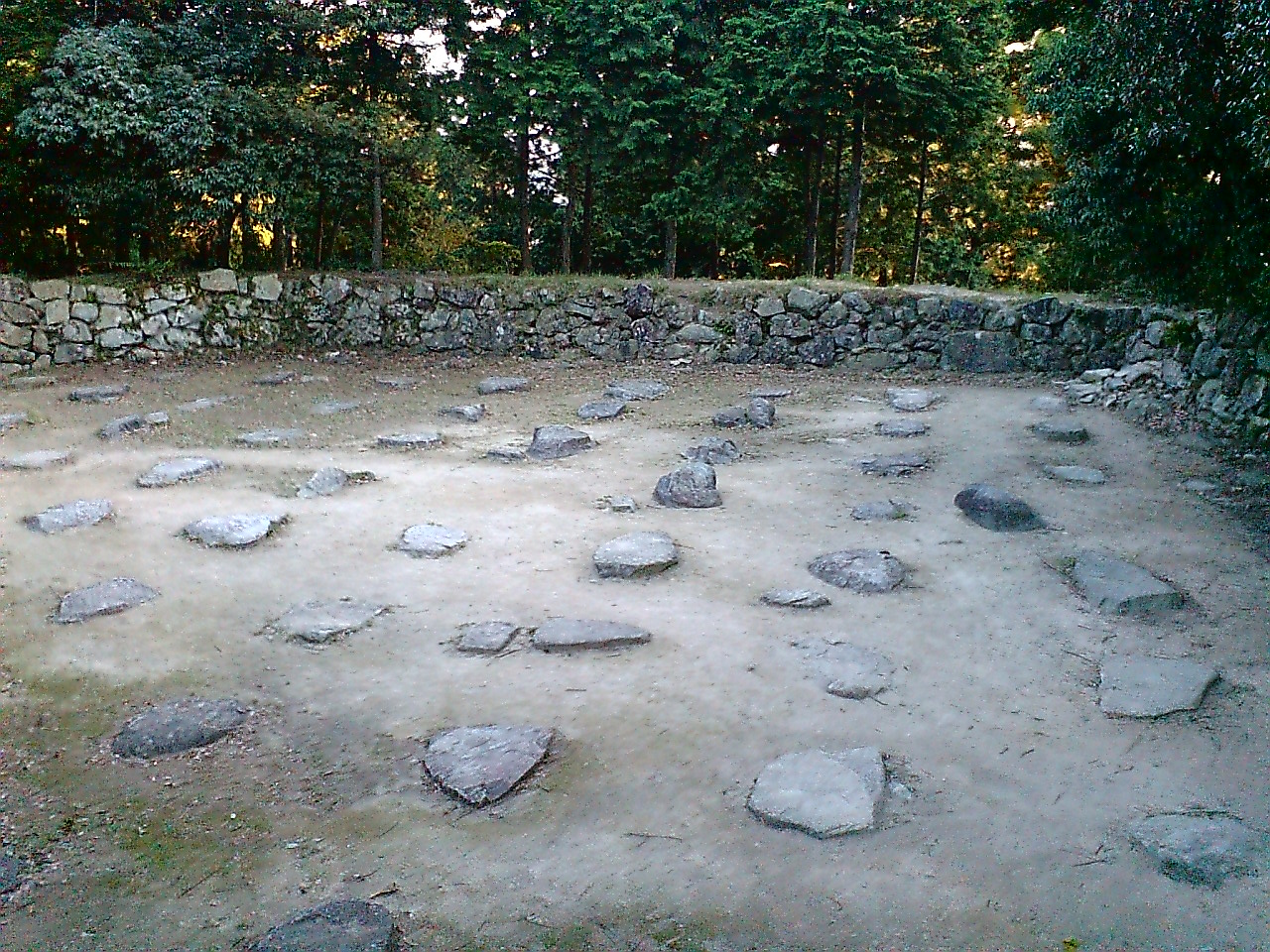
天守台跡
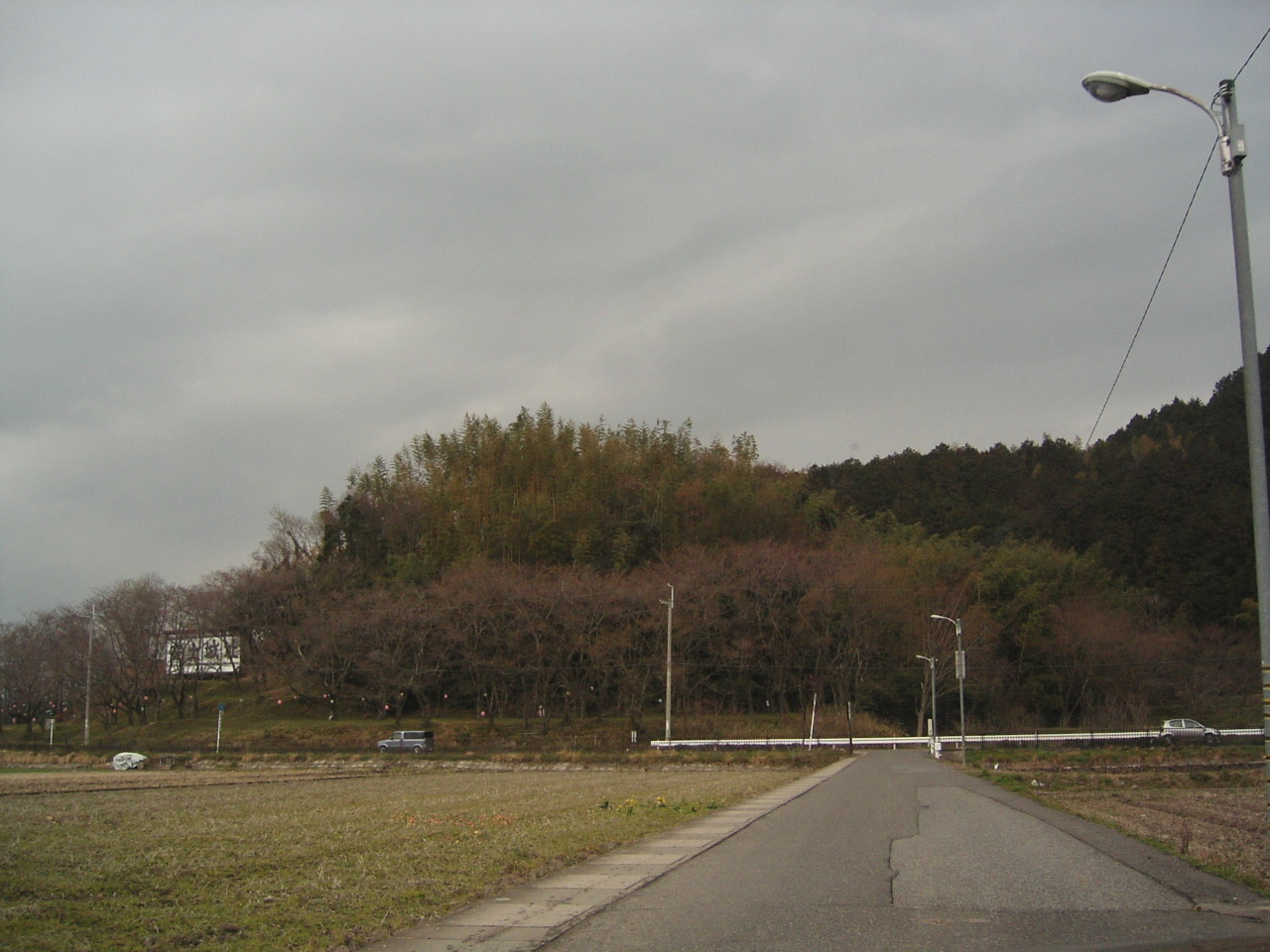
安土山
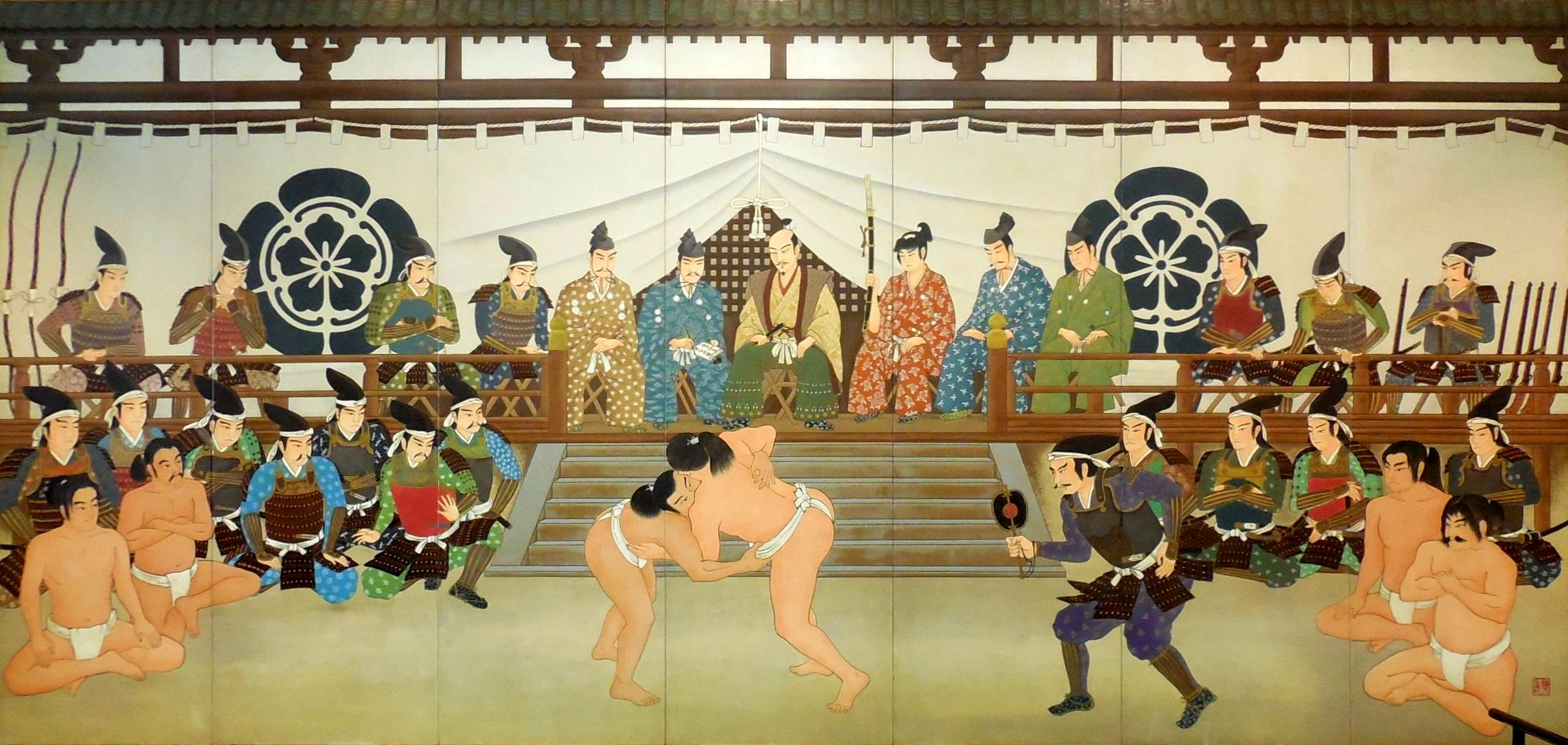
安土城で開催された相撲大会（元亀・天正年間）